# Falsa dilemă
Eroarea logică informală a falsei dileme - cunoscută și ca falsa alegere, falsa dihotomie, eroarea logică a terțului exclus, gândirea în alb și negru, bifurcație - implică situația în care două propoziții alternative sunt reținute ca fiind singurele opțiuni, când de fapt în realitate există alte opțiuni în plus, una sau mai multe, care nu au fost considerate.
De asemenea argumentele care restrâng opțiunile la mai multe de două, dar la mai puține decât sunt în realitate, sunt tot argumente eronate. Aceste erori pot apărea mai degrabă accidental - probabil datorită unor forme de gândire deziderativă - decât în mod deliberat. 
Când două alternative sunt prezentate, de obicei, dar nu întotdeauna, sunt puncte de vedere extreme dintr-un spectru mai larg de posibilități. Aceasta poate da credibilitate argumentului dând impresia că opțiunile sunt mutual exclusive chiar dacă de fapt nu sunt. Pe de altă parte, opțiunile tipic sunt prezentate ca fiind colectiv exhaustive, caz în care argumentul poate fi refutat, sau cel puțin slăbi, luând în considerare alte posibilități, sau luând în considerare un întreg spectru de posibilități, ca de exemplu în logica fuzzy.

## Logica
În falsele dileme se folosește umătorul tipar de gândire:
1. Fie afirmația X este adevărată fie afirmația Y este adevărată (când de fapt ambele afirmații X și Y pot fi false).
2. Afirmația Y este falsă.
3. Prin urmare afirmația X este adevărată.

## Exemple
Un exemplu simplu de falsă dilemă este:
"Ești cu noi sau împotriva noastră. Ai refuzat să te alături cauzei noastre, mai mult ca sigur că tu acționezi împotriva noastră"
Este o falsă dilemă deoarece neagă posibilitatea existenței cuiva care nu este interesat sau nu este cunoscător al cauzei respective.

Eroarea logică e și mai evidentă în exemplul următor:
1. Fie 1+1=4 fie 1+1=12
2. Nu este cazul ca 1+1=4 să fie adevărat
3. Prin urmare 1+1=12

Alt exemplu:
1. Fie un Creator a adus universul în existență, fie universul apărut din nimic.
2. Universul nu a apărut din nimic (deoarece nimic nu poate să apară din nimic)
3. Prin urmare, un Creator a adus universul în existență.

Prima premisă prezintă o falsă dilemă, este posibil ca universul să nu fi fost creat de un Creator și nici să apară din nimic ci să fi existat dintotdeauna. 

Există și cazuri când într-adevăr doar două opțiuni sunt posibile, în acest caz nu mai avem de a face cu o eroare de logică. De exemplu:
1. Gigel este mort sau viu.
2. Gigel nu este mort.
3. Rezultă că Gigel este viu.

### Falsa alegere
Prezentarea unei false alegeri adesea reflectă o tentativă deliberată de a elimina terța alegere privind o problemă. Retoric, cel mai des ia forma unor fraze ca cele emise de președintele SUA George W. Bush:
"Fie sunteți cu noi, fie sunteți cu teroriștii".
Asemenea false alegeri sunt des întâlnite în politică. Alt exemplu în acest sens:
"Care partid este în ofensivă și care partid e în defensivă?"
Alegerea e falsă, din moment ce oricare partid va lua poziție ofensivă față de anumite probleme și o poziție defensivă față de alte probleme.

### Gândirea în alb și negru
O formă des întâlnită de falsă dilemă în discursul public este gândirea în alb și negru. Ca exemplu să considerăm următoarele trei tipare de gândire, primul valid, celelalte invalide:
- Exemplul 1: Trei este un număr impar. Doar numerele pare se divid la doi. Prin urmare trei nu este divizibil la doi. (valid)
- Exemplul 2: Ionel spune că trei este un număr impar. Ionel este un mincinos. Prin urmare trei nu este un număr impar. (invalid)
- Exemplul 3: Ionel spune că doi este un număr impar. Ionel este un mincinos. Prin urmare doi nu este un număr impar. (invalid)

Primul exemplu este valid deoarece numerele naturale sunt fie pare fie impare. Cele două clase de numere sunt exhaustive și mutual exclusive. Al doilea exemplu este invalid deoarece categoriile "mincinos" și "cel care spune adevărul" nu sunt nici exhaustive nici mutual exclusive. Oricine poate spune câteodată minciuni sau adevăruri. Al treilea exemplu este invalid din același motiv ca și cel de-al doilea, chiar dacă de fapt concluzia este adevărată.

### Nicio alternativă
Afirmația în care se spune că nu există alternativă este un exemplu de falsă dihotomie dusă la extrem, în care alternativele sunt reduse la una singură, cea propusă de vorbitor. Bineînțeles vorbitorul nu crede că nu există alternative altfel nu s-ar obosi să argumenteze pentru afirmația sa, mai degrabă se opune alternativelor și caută să le elimine negându-le existența.
"Economia de piață capitalistă este singura teorie economică posibilă."